# Звагольская, Екатерина Акимовна
Екатерина Акимовна Звагольская (1911, село Лысовка, Бахмутский уезд, Екатеринославская губерния, Российская империя — неизвестно, село Лысовка, Красноармейский район, Донецкая область) — звеньевая колхоза «Червона хвиля» Красноармейского района Сталинской области, Украинская ССР. Герой Социалистического Труда (1949).

## Биография
Родилась в 1911 году в крестьянской семье в селе Лысовка Бахмутского уезда. С раннего возраста трудилась в сельском хозяйстве. Во время коллективизации одна из первых вступила в местный колхоз «Червона хвиля» (с 1961 года — имени XXII партсъезда) Красноармейского района с усадьбой в селе Лысовка. В первые послевоенные годы возглавляла полеводческое звено в этом же колхозе.
В 1948 году звено по её руководством собрало в среднем с каждого гектара по 35,8 центнера пшеницы с площади 30 гектаров. Указом Президиума Верховного Совета СССР от 26 марта 1949 года удостоена звания Героя Социалистического Труда за «получение высоких урожаев пшеницы в 1948 году» с вручением ордена Ленина и золотой медали «Серп и Молот» (№ 3155).
Этим же указом званием Героя Социалистического Труда были награждены председатель колхоза Иван Романович Плахотин и звеньевая Лидия Петровна Белозуб.
Трудилась в колхозе до выхода на пенсию. С 1968 года — персональный пенсионер союзного значения. Проживала в родном селе Лысовка. Дата смерти не установлена.